# Albert Soubies
Pour les articles homonymes, voir Soubies.
Albert Soubies, né le 10 mai 1846 à Paris où il est mort le 19 mars 1918, est un critique et historien de la musique et du théâtre .

## Biographie
Pendant plus de quarante ans, il publia des critiques musicales sous le pseudonyme de « B. de Lomagne » dans Le Soir.
Promu au grade d'Officier de la Légion d'honneur par décret du 20 février 1907, il siégeait au conseil général du Tarn-et-Garonne comme représentant du canton de Beaumont-de-Lomagne.
Son domicile parisien était au 14, rue de Phalsbourg.
Il meurt en mars 1918.

## Ouvrages
- Almanach des spectacles, 27 vol in-12 avec eaux-fortes de Léon Gaucherel, Adolphe Lalauze, Auguste Laguillermie, Frédéric-Émile Jeannin, etc., Paris, Jouaust-La Librairie du bibliophile ; puis Flammarion (successeur), 1874-1913 (lire en ligne sur Gallica)
- L'Œuvre dramatique de Richard Wagner, en collaboration avec Charles Malherbe, 1 vol. in-12, Fischbacher, 1886 (disponible sur Internet Archive)
- Une première par jour (causeries sur le théâtre), 1 vol. in-18 Jésus, Marpon et Flammarion, 1890 (disponible sur Internet Archive)
- Mélanges sur Richard Wagner, en collaboration avec Charles Malherbe, 1 vol. in-12 avec une gravure, Fischbacher, 1892  (lire en ligne sur Gallica)
- Histoire de l’Opéra-Comique - La seconde salle Favart, en collaboration avec Charles Malherbe, 2 vol. in-12 avec gravures, Paris, Flammarion, 1892-93
  - Vol. 1 : 1840-1860 (disponible sur Internet Archive)
  - Vol. 2 : 1860-1887 (disponible sur Internet Archive)
- Précis de l'histoire de la musique russe, 1 vol. petit in-12, Fischbacher, 1893 (disponible sur Internet Archive)
- Musique russe et musique espagnole, brochure in-8°, Fischbacher, 1894 (lire en ligne sur Gallica)
- Les Grands Théâtres parisiens, 3 volumes in-4° avec tableaux, Fischbacher, 1894-95 :
  - Soixante-sept ans à l'Opéra en une page (1826-1893) ;
  - Soixante-neuf ans à l'Opéra-Comique en deux pages (1825-1894) (lire en ligne sur Gallica) ;
  - La Comédie-Française depuis l'époque romantique (1825-1894) ; Contient le tableau par ordre chronologique des pièces représentées à la Comédie-Française du 1er janvier 1825 au 31 décembre 1894 (lire en ligne sur Gallica).
- Histoire de la musique allemande, Paris, Librairies-imprimeries réunies, 1896 (disponible sur Internet Archive)
- Histoire de la musique : 
  - Allemagne, in-8° avec gravures, Bibliothèque de l'enseignement des beaux-arts, 1896 (disponible sur Internet Archive)
  - Russie, in-8° avec gravures, Bibliothèque de l'enseignement des beaux-arts, 1898 (disponible sur Internet Archive)
  - Portugal, in-12 avec gravures, Flammarion, 1897
  - Hongrie, in-12 avec gravures, Flammarion, 1897 (lire en ligne sur Gallica)
  - Bohême, in-12 avec gravures, Flammarion, 1897
  - Suisse, in-12, Flammarion, 1899 (disponible sur Internet Archive)
  - Espagne, 3 vol., in-12 avec gravures, Flammarion, 1899-1900 (vol. 1, 2 et 3 sur Internet Archive)
  - États scandinaves, in-12, Flammarion, 1901 (disponible sur Internet Archive)
  - Îles britanniques, in-12, Flammarion, 1904 (disponible sur Internet Archive)
- Histoire du Théâtre-Lyrique (1851-1870), Fischbacher, 1899 (lire en ligne sur Gallica)
- Les Républiques parlementaires, avec Ernest Carette, Flammarion, 1902 (lire en ligne sur Gallica)
- Les Directeurs de l'Académie de France à la villa Médicis, une eau-forte par Lalauze, Flammarion, 1903 (lire en ligne sur Gallica)
- Les Membres de l'Académie des beaux-arts depuis la fondation de l'Institut, Flammarion, 1904-1910 :
  - Première série (1795-1816) (lire en ligne sur Gallica) ;
  - Deuxième série (1816-1830) (lire en ligne sur Gallica) ;
  - Troisième série (1830-1848) (lire en ligne sur Gallica) ;
  - Quatrième série (1848-1852) (lire en ligne sur Gallica).
- Les Régimes politiques au XXe siècle : La République démocratique, avec Ernest Carette, Ernest Flammarion, 1907 (lire en ligne sur Gallica)
- Documents inédits sur le Faust de Gounod, avec Henri de Curzon, Fischbacher, 1912 (lire en ligne sur Gallica)
- Le Théâtre-Italien de 1801 à 1913, Fischbacher, 1913 (lire en ligne sur Gallica)

### à dater
- Un problème de l'histoire musicale en Espagne, brochure in-8°, Fischbacher
- Deux bilans musicaux, brochure in-8°, Dupret
- Précis de l'histoire de l'Opéra-Comique, en collaboration avec Charles Malherbe, 1 vol.  in-12, Dupret